# 卡西亞尼 (科明捷爾尼夫西克區)
46°51′52″N 30°51′55″E / 46.86444°N 30.86528°E
卡西亞尼（烏克蘭語：Касяни）是位於烏克蘭西南部的村莊，由敖德萨州敖德萨区的多布羅斯拉夫市鎮負責管轄。該村始建於1892年，面積0.01平方公里，海拔高度54米，2001年人口2，人口密度每平方公里142.86人。